# Райнгаузен (Брайсгау)
Райнгаузен (нім. Rheinhausen) — громада в Німеччині, знаходиться в землі Баден-Вюртемберг. Підпорядковується адміністративному округу Фрайбург. Входить до складу району Еммендінген.
Площа — 21,99 км2. Населення становить 3857 ос. (станом на 31 грудня 2020).